# هریوت (دهانه)
هریوت یک دهانه برخوردی در ماه‌ است.

## دهانه‌های اقماری
این دهانه ۴ دهانه اقماری دارد.
| Harriot | عرض جغرافیایی | طول جغرافیایی | قطر          |
| ------- | ------------- | ------------- | ------------ |
| A       | ۳۵.۶° N       | ۱۱۴.۹° E      | ۶۳.۰ کیلومتر |
| X       | ۳۵.۰° N       | ۱۱۳.۰° E      | ۲۴.۰ کیلومتر |
| B       | ۳۳.۴° N       | ۱۱۴.۵° E      | ۳۷.۰ کیلومتر |
| W       | ۳۵.۰° N       | ۱۱۱.۷° E      | ۳۹.۰ کیلومتر |